# Hydroporus teres
Hydroporus teres är en skalbaggsart som beskrevs av Sharp 1882. Hydroporus teres ingår i släktet Hydroporus och familjen dykare. Inga underarter finns listade i Catalogue of Life.